# Ecliptopera insulata
Ecliptopera insulata är en fjärilsart som beskrevs av Adrian Hardy Haworth 1809. Ecliptopera insulata ingår i släktet Ecliptopera och familjen mätare. Inga underarter finns listade i Catalogue of Life.